# Genius Loci

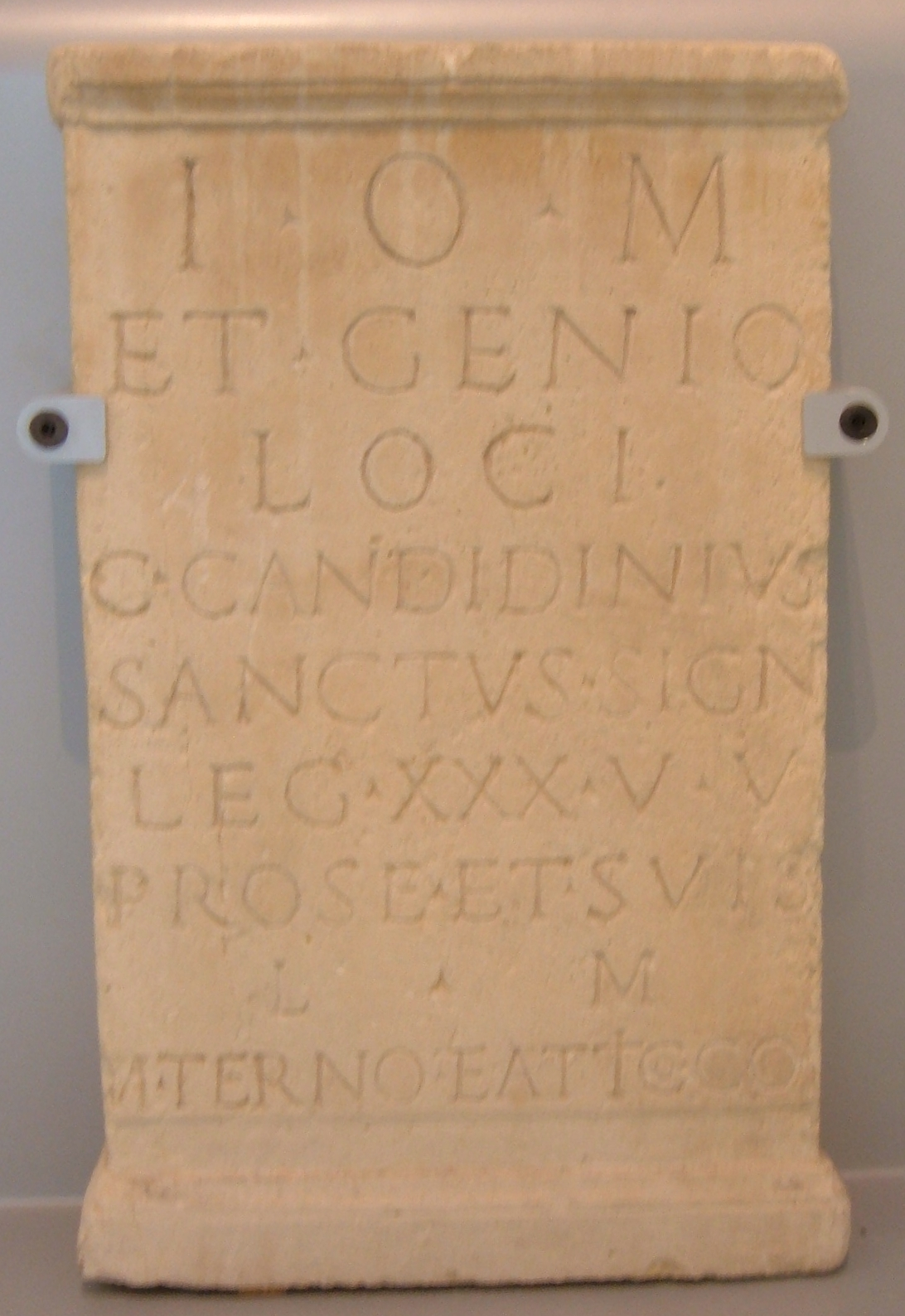
Votivstein für I(upiter) O(ptimus) M(aximus) und den Genius Loci, gestiftet von Gaius Candidinius Sanctus, Signifer der 30. Legion, für sich und die Seinen (CIL XIII, 8719). Museum Het Valkhof, Nijmegen

Der lateinische Begriff genius loci – deutsche Schreibung Genius Loci – bedeutet wörtlich übersetzt „der Geist des Ortes“ oder „der Geist eines Ortes“. Der Ausdruck Geist in diesem Begriff hat in verschiedenen Bereichen wie Mythologie und Glauben, Architektur oder Politik unterschiedliche Bedeutungsnuancen.

## Bedeutungen
Mit „Geist“ war in der römischen Mythologie ursprünglich ein Schutzgeist (Genius) gemeint, der häufig in Form einer Schlange dargestellt wurde. Der Begriff genius loci bezog sich in der römischen Antike neben religiösen Orten wie Tempeln und Kultplätzen auch auf profane Bereiche wie Provinzen, Städte, Plätze, Bauwerke oder einzelne Räume innerhalb dieser Bauten.
In der Tradition des monotheistischen Christentums wird der Begriff Geist anders definiert, und zwar als eine nicht genau zu bestimmende Spiritualität. In diesem Sinne bezeichnet genius loci die geistige Atmosphäre eines Ortes, die durch den Geist der Menschen geprägt sein soll, die sich dort aufgehalten haben oder noch aufhalten. So ist beispielsweise der genius loci des Klosters Maulbronn ein zentrales Thema in den Werken von Hermann Hesse (vor allem in Unterm Rad und Narziß und Goldmund).
In der Architektur und Raumplanung bezeichnet der Begriff auch die baulichen Vorgaben und Merkmale eines Ortes, welche maßgeblich entwurfsbestimmend sein können. Denn jedes Grundstück definiert sich zunächst aus seiner Lage und der Einbettung in seine Umgebung, hieraus gewinnt es seine Wertigkeit, seinen Charakter und seine Nutzungsmöglichkeiten. Aber der genius loci setzt sich nicht allein aus Bodenbeschaffenheit, der Größe eines Areals und anderen messbaren Faktoren zusammen, sondern beinhaltet zudem die Atmosphäre und Aura eines Ortes. In diesem Sinne ist der genius loci ein Konstrukt, in dem Wissen, Erinnerung, Wahrnehmung und Deutung als interpretative Leistung des menschlichen Geistes verschmelzen.
Um eine ausgefallene Bebauung mit eigenem Charakter und Ambiente zu erzielen, wird der genius loci oftmals in den Entwurfsprozess für ein Gebäude einbezogen. Insbesondere bei der Einbindung historischer Bausubstanz spielt er eine wichtige Rolle in der Architektur, wenn es gilt, die Anknüpfungspunkte, die ein Ort bietet, aufzugreifen und in die Zukunft zu überführen, etwa bei der baulichen Umwidmung alter Kirchenbauten. Die neuere Architekturtheorie bemüht sich um eine systematische Analyse der Verbindungen zwischen Bauwerk und Ortsbezug.
In der Politik steht der Begriff für die Symbolik eines Verhandlungsortes, an dem bedeutende bi- oder multilaterale Verträge ausgehandelt bzw. unterzeichnet wurden (z. B. der Spiegelsaal im Schloss Versailles) oder an dem andere historisch bedeutsame Ereignisse stattfanden (z. B. verlustreiche Schlachten wie bei Verdun oder Stalingrad).